# Gaz doskonały
Gaz doskonały, gaz idealny – model fizyczny gazu, spełniający następujące warunki:
1. brak oddziaływań międzycząsteczkowych z wyjątkiem odpychania w momencie zderzeń cząsteczek,
2. objętość cząsteczek jest znikoma w stosunku do objętości gazu,
3. zderzenia cząsteczek są doskonale sprężyste,
4. cząsteczki znajdują się w ciągłym chaotycznym ruchu.

Założenia te wyjaśniły podstawowe właściwości gazów. Po odkryciu własności cząstek w mechanice kwantowej, zastosowano te założenia też do cząstek kwantowych. Powyższe założenia prowadzą do następujących modeli:
1. klasyczny gaz doskonały,
2. gaz Fermiego, będący zastosowaniem modelu do fermionów, np. elektronów w metalu
3. gaz bozonów, będący zastosowaniem modelu do bozonów, np. fotonów.

Gaz doskonały należy odróżnić od płynu idealnego.

## Klasyczny gaz doskonały
Gaz taki w mechanice klasycznej opisuje równanie Clapeyrona (równanie stanu gazu doskonałego), przedstawiające zależność między ciśnieniem gazu p, jego objętością V, temperaturą T i licznością n wyrażoną w molach:
{\displaystyle pV=nRT}  gdzie  {\displaystyle R} jest stałą gazową
lub
{\displaystyle pV=NkT}  gdzie  {\displaystyle k} jest stałą Boltzmanna.
Gaz doskonały to model, słuszny w pełni jedynie dla bardzo rozrzedzonych gazów. W rzeczywistych gazach wzrost ciśnienia powoduje, że zmniejszają się odległości między cząsteczkami oraz powoduje pojawianie się oddziaływań międzycząsteczkowych. Oddziaływania te odgrywają coraz większą rolę gdy maleje temperatura gazu zbliżając się do temperatury skraplania. W bardzo wysokich temperaturach zderzenia przestają być sprężyste. Model ten może być jednak stosowany w praktyce do niemalże wszystkich gazów w warunkach zbliżonych do normalnych. Dla gazów rzeczywistych przy dużych gęstościach i ciśnieniach niezbędne jest stosowanie równań uwzględniających te efekty (zob. równanie Van der Waalsa i wirialne równanie stanu).
Od gazu doskonałego należy odróżnić model o podobnie brzmiącej nazwie: płyn idealny.

## Termodynamiczne funkcje stanu
Wzory określające niektóre termodynamiczne funkcje stanu dla jednoatomowego gazu doskonałego:
- entropia – wzór Sackura-Tetrodego

{\displaystyle S=Nk\left(\ln \left({\frac {V}{N}}\right)+{\frac {3}{2}}\ln \left({\frac {3}{2}}kT\right)+{\frac {5}{2}}\ln \left({\frac {4\pi m}{3h^{2}}}\right)+{\frac {5}{2}}\right)}
- energia wewnętrzna

{\displaystyle U={\frac {3}{2}}pV={\frac {3}{2}}NkT}

## Inne związki dla gazu doskonałego
- zależność między pojemnościami cieplnymi

{\displaystyle C_{p}=C_{V}+kN}
{\displaystyle C_{p}=C_{V}+nR}
- wartość pojemności cieplnej przy stałej objętości (dla gazu wieloatomowego)

{\displaystyle C_{V}=3kN,}
gdzie:
{\displaystyle k} – stała Boltzmanna,
{\displaystyle N} – liczba cząstek w gazie,
{\displaystyle n} – liczba moli gazu.